# Donavski most
Donavski most (znan tudi kot Most prijateljstva; bolgarsko Мост на дружбата, Most na druzhbata ali pogosteje, bolgarsko Дунав мост, latinizirano: Dunav most; romunsko Podul Prieteniei ali Podul de la Giurgiu) je jeklen palični most čez reko Donavo, ki povezuje bolgarski breg na jugu z romunskim bregom na severu in mestoma Ruse oziroma Giurgiu. Je eden od le dveh mostov, ki povezujeta Romunijo in Bolgarijo, drugi je most Nova Evropa med mestoma Vidin in Kalafat.

## Zgodovina
Most, ki so ga odprli 20. junija 1954 in sta ga zasnovala sovjetska inženirja V. Andreev in N. Rudomazin, je dolg 2223,52 m in je bil ob odprtju edini most čez Donavo, ki sta si ga delili Bolgarija in Romunija, ostali promet pa je potekal s trajekti in po kopenske poti. Okraske je zasnoval bolgarski arhitekt Georgi Ovcharov. Most ima dve nadstropji, eno za dvopasovno cesto in drugo za železnico. Vključeni so tudi pločniki za pešce. Osrednji del mostu (85 m) je premičen in se lahko dvigne za prehod velikih ladij. Vzdrževanje mobilnega dela je odgovornost Romunije in se redno preverja. Most so s pomočjo Sovjetske zveze zgradili v dveh letih in pol.
Sovjeti so ga poimenovali Most prijateljstva, vendar je po padcu komunističnih režimov v obeh državah most dobil bolj funkcionalno ime Donavski most.
Na mostu so prisotne mejne nadzorne postaje, saj je most mejni prehod med državama. Od januarja 2007 ni več carinske kontrole in kontrolo potnih listov/osebnih izkaznic so opravljali 'za eno mizo' bolgarska ali romunska mejna policija; gre za notranjo mejo znotraj Evropske unije. Mejni nadzor je bil popolnoma odpravljen, ko sta Bolgarija in Romunija pristopili k schengenskemu sporazumu.
3. septembra 2011 je bil po dveh mesecih sanacije odprt bolgarski del mostu.
Na obeh koncih je par pravokotnih stolpov, ki jih podpirajo piloni.

## Galerija
- Romunska stran mostu pozimi
- Sredina mostu, videna z vlaka Bosphorus Express (Bukarešta–Carigrad) pozimi
- Portal stebrišča